# Meister des Heiligen Rochus in Pallanza

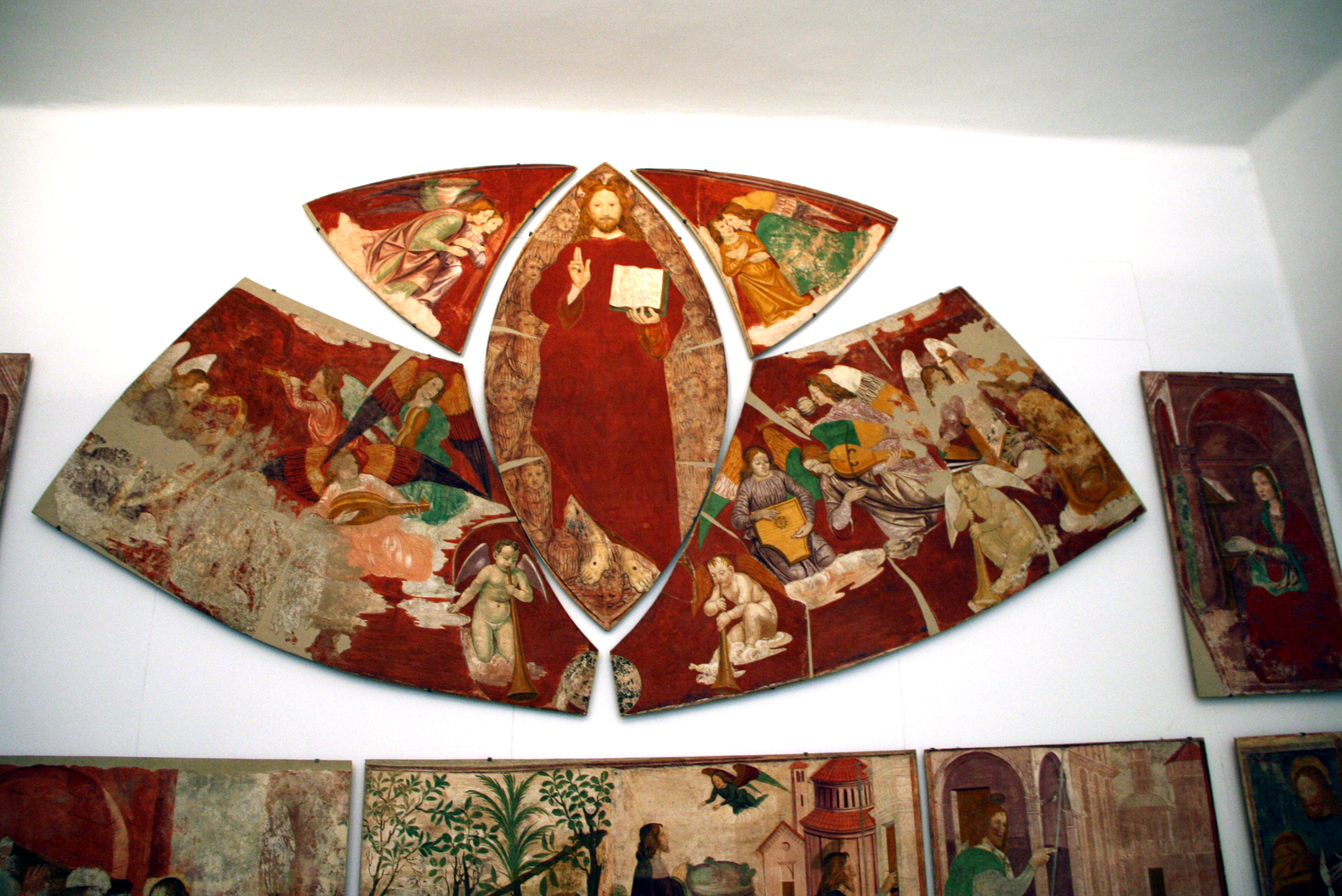
Zyklus Leben des heiligen Rochus - Museo del Paesaggio (Verbania)

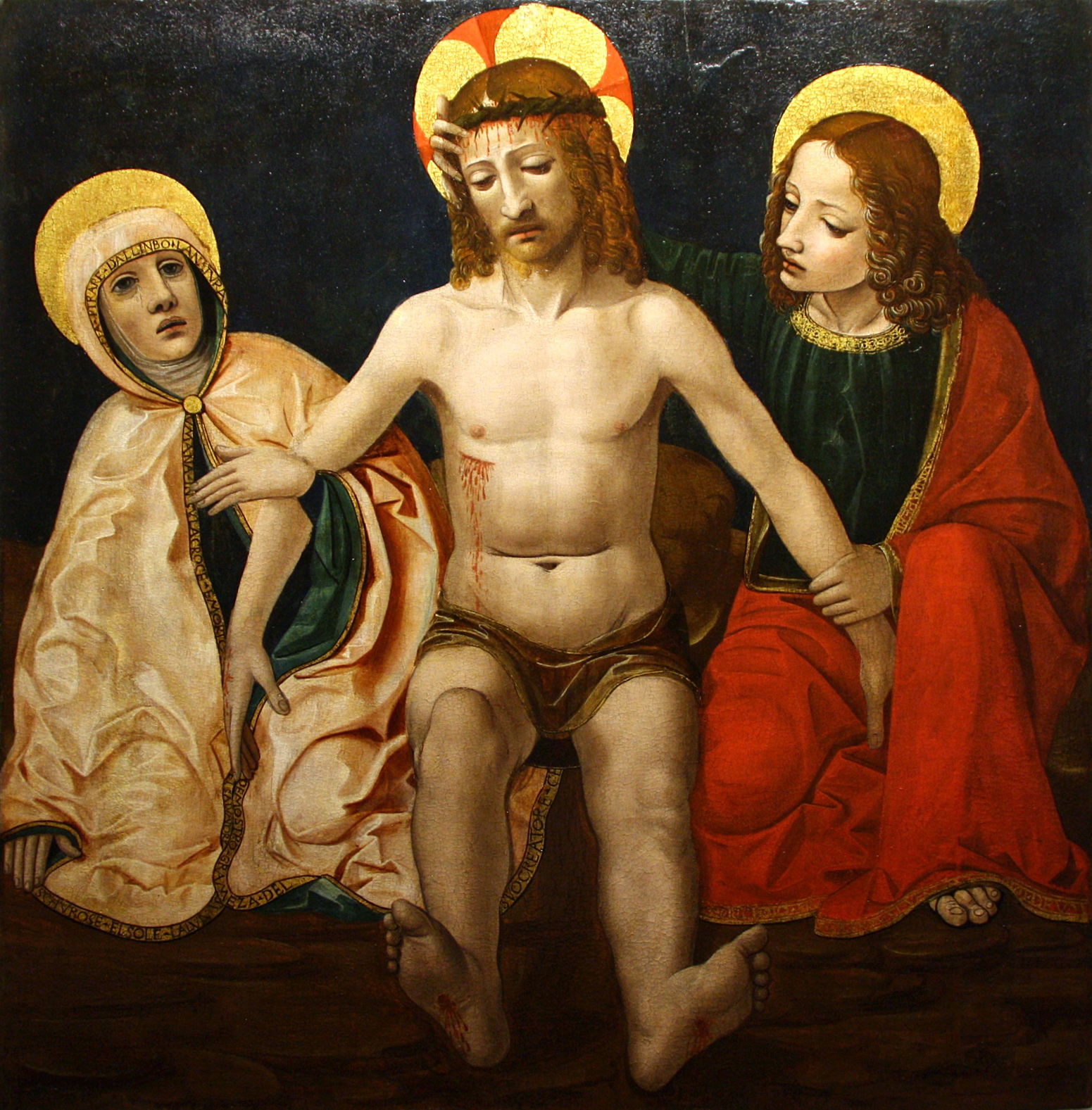
Pietà - Museo del Paesaggio (Verbania)

Als Meister des Heiligen Rochus in Pallanza (it. Maestro di San Rocco a Pallanza) wird ein italienischer Maler der Frührenaissance bezeichnet. Der namentlich nicht bekannte Künstler war um 1475 vermutlich in Mailand und der Region um den Lago Maggiore tätig.
Der Meister schuf einen Zyklus von Fresken zum Leben des heiligen Rochus für das Oratorio di San Rocco in Pallanza am Lago Maggiore, das anlässlich der Pest 1344 neben der Kirche Madonna di Campagna erbaut wurde. Nach Abbruch des Oratorio um 1879 kamen seine Rochus-Bilder, auf Leinwand übertragen, zunächst in die benachbarte Kirche, schließlich 1914 ins Museo del Paesaggio im heutigen Verbania, in dem Pallanza zwischenzeitlich aufgegangen ist. Nach dem Werk aus dem Oratorio di San Rocco erhielt der Meister in der Neuzeit seinen Notnamen.
Der Stil und die Wahl der Perspektive in den Bildern des Meisters des Heiligen Rochus in Pallanza lässt vermuten, dass er den zu seiner Zeit ebenfalls in Mailand tätigen Renaissance-Künstlern Leonardo da Vinci und Donato Bramante begegnet ist. Zusammen mit anderen Indizien wird diese Stilgleichheit auch zur Datierung der Werke des Meisters herangezogen.
Dem Meister des Heiligen Rochus in Pallanza werden einige wenige weitere Tafelbilder zugeschrieben, die sich heute im Museo del Paesaggio in Verbania, im Art Museum in Princeton und in Privatbesitz befinden.